# Ordine dell'Impero Durrani
L'Ordine dell'Impero Durrani (Nishan-i-Daulat-i-Durrani) era un ordine cavalleresco dell'Afghanistan monarchico.

## Storia
L'onorificenza venne creata dall'emiro Shah Shuja Durrani dell'Afghanistan per essere concesso agli ufficiali dell'esercito inglese durante la prima guerra anglo-afghana, grato per averlo restaurato al trono.
La prima investitura dell'ordine avvenne in occasione del durbar che si tenne nel cortile dell'Harem Serai del Bala Hissar di Kabul, la sera del 17 settembre 1839. Il giorno previsto per la consegna delle onorificenze, queste erano in numero inferiore rispetto alle concessioni previste e ne conseguì un gran numero di varianti, realizzate in India o in Europa.
Anche nelle sue forme, l'ordine imitava chiaramente l'Ordine del Bagno britannico.

## Insegne
La medaglia dell'ordine consisteva in una croce maltese d'oro con otto punte, con due spade incrociate sul retro. Al centro si trovava un cerchio smaltato con un fiore verde su sfondo blu e i caratteri dorati "durr-i-durran" in persiano, che significa "perla del tempo", il nome attribuito alla famiglia Durrani. Il disco centrale era circondato da una corona di perle di numero variabile per la gran croce, ad esempio 20 per l'insegna di gran comandante e 14 per i membri.
La placca era composta di una stella d'argento raggiante riportante la medaglia al suo centro. La placca da gran commendatore aveva forma di croce.
Il nastro era verde e rosso.

## Gradi
L'Ordine constava dei seguenti gradi:
- Cavaliere di Gran Croce
- Gran Comandante
- Membro